# Jésus le Christ
Jésus le Christ ist ein für die Communauté de Taizé geschriebenes Kirchenlied. Vor allem die deutschsprachige Version „Christus, dein Licht“ ist im deutschsprachigen Raum bekannt.

## Text
Französische Originalfassung:
Jésus le Christ, lumière intérieure,

ne laisse pas mes ténèbres me parler.

Jésus le Christ, lumière intérieure,

donne-moi d’accueillir ton amour.
Deutsche singbare Übersetzung:
Christus, dein Licht verklärt unsre Schatten,

lasse nicht zu, dass das Dunkel zu uns spricht.

Christus, dein Licht, erstrahlt auf der Erde

und du sagst uns: Auch ihr seid das Licht.
Die wörtliche Übersetzung des französischen Textes lautet: „Jesus Christus, inneres Licht, lass nicht meine Dunkelheiten zu mir sprechen. Jesus Christus, inneres Licht, gib mir (die Fähigkeit) deine Liebe aufzunehmen.“
Während die Rede vom „inneren Licht“ aus der Tradition der Mystik stammt, hat die deutsche Singübersetzung einen stärker biblischen Bezug. Sie verbindet die Selbstaussage Jesu „Ich bin das Licht der Welt“ (Joh 8,12 ) mit seiner Zusage an die Jünger „Ihr seid das Licht der Welt“ (Mt 5,14 ).
Vor allem in Wochen, in denen viele deutschsprachige Jugendliche in Taizé zu Gast sind, wird die deutsche Version gesungen. Auch haben viele deutschsprachige Chöre das Lied ins Repertoire übernommen.

## Form und Ausbreitung
Das Lied ist ein für die Gemeinschaft von Taizé charakteristischer vierstimmiger Kurzgesang. Das Lied wird in meditativer Weise unverändert wiederholt gesungen. Es kann von Sologesängen in Französisch, Englisch, Deutsch, Italienisch und Spanisch begleitet werden. Zudem gibt es instrumentale Notensätze für Keyboard, Gitarre, Flötenduo, Oboe-Klarinette, Englischhorn, Trompete, Trompeten-Posaunen-Quartett, Cello und Fagott.
Neben der deutschen und der französischen gibt es Singfassungen in zehn weiteren Sprachen.
Das Lied wurde von Jacques Berthier komponiert. Seit der Veröffentlichung ist es durchgehend im Gesangbuch von Taizé enthalten, in der aktuellen Version unter Liednummer 9.
Es wurde beispielsweise in Das Liederbuch. Glauben – Leben – Lieben – Hoffen (ISBN 978-3-86687-079-6), Kommt, atmet auf (Ergänzung des Ev. Gesangbuchs) und in Feiert Jesus! 4 (ISBN 978-3-7751-5200-6) publiziert.
Christus, dein Licht gehört zu den meistgesungenen und in die meisten Sprachen übertragenen Taizégesängen. Interpretationen finden sich auf zahlreichen CDs. Es ist zu finden in den Alben Jubilate (20. Februar 1992, auf Französisch), Sing to God (22. Oktober 1995, auf Englisch), Sjung lovsång alla länder (20. November 1996, auf Schwedisch: Jesus, Guds son), Liederen uit Taizé (14. Dezember 1997, auf Niederländisch: Jezus, U bent het licht), Chants de la prière à Taizé (10. November 1998, auf Französisch), Bendecid al Señor! (10. Juni 2000, auf Spanisch: Cristo Jesús), Laudate omnes gentes (4. November 2002, auf Französisch), Mane nobiscum (15. März 2010, auf Englisch: Jesus Christ, Bread of Life), Taizé Instrumental 1  (13. Mai 2003, instrumental), Music Of Unity And Peace (1. Januar 2014, auf Französisch).